# Carlos A. Vidal
Carlos Augusto Vidal Sánchez (Pichucalco, Chiapas, México; 4 de marzo de 1885 - Huitzilac, Morelos, México; 3 de octubre de 1927) fue un militar mexicano que participó en la Revolución mexicana. Nació en Pichucalco, Chiapas, el 4 de marzo de 1885 en un rancho llamado San Francisco, de una familia hacendada, sus padres fueron Pomposo Delfino Vidal y Encarnación Sánchez Avendaño formaron una familia de ocho hijos, de los cuales destacaron sus hermanos José Almícar. Fue diputado constituyente en 1917 representando el y Luis Pomposo.
Su infancia se la pasó en su natal Pichucalco en plena época del porfiriato. Sus primeros estudios los cursó en su pueblo natal, y los secundarios en el Instituto Juárez, (actualmente la UJAT) de San Juan Bautista, Tabasco. Desde muy joven a Carlos le interesó la milicia.
En 1911 se casó con Débora Rojas Ortiz, con quien tendría tres hijos, de los cuales dos, Débora ("Noya") y Roque sobrevivirían la niñez.

## Inicios de su carrera militar
En abril de 1913, su hermano el ingeniero José Amílcar regresa de los Estados Unidos de sus estudios en la academia militar de Pesskin, su hermano Luis P. Vidal ofreció sus servicios a Gral. Carlos Green, jefe constitucionalista en la entidad vecina de Tabasco, para combatir a las autoridades chiapanecas en el Departamento de Pichucalco.
En mayo y junio de 1914, participa en los combates de Mundo Nuevo, Reforma y Trapiche, en el mismo departamento.
Se suma a la División Veintiuno que llega a Chiapas en el mes de septiembre. El 5 de diciembre se une junto con su hermano José Amílcar a la causa constitucionalista por el asesinato de Francisco I. Madero, bajo el mando del general Pedro Colorado Calles, apostado en la hacienda Las Mercedes propiedad de su padre, donde los hermanos Vidal comenzaron a participar junto con Venustiano Carranza.
En 1915 Carlos participa en acciones armadas contra fuerzas villistas desde el 21 de marzo al 31 mayo del mismo año en la campaña de El Ébano en San Luis Potosí. En esa fecha tenía el grado de Coronel. Gracias a sus méritos militares el 5 de agosto del 1915 alcanzó el grado de General Brigadier perteneciente al cuerpo del Ejército del Noreste.

## Gobernador de Tabasco
Del 6 de enero al 8 de marzo de 1919 fue gobernador provisional del estado de Tabasco, en sustitución del general Heriberto Jara. Fue el encargado de jurar y promulgar la actual Constitución política del Estado de Tabasco el 5 de febrero de 1919. También convocó a elecciones para gobernador en donde resultó elegido el general Carlos Greene, sin embargo su contrincante Luis Felipe Domínguez se inconformó desconociendo a Greene pretextando fraude electoral. Pese a esto, Carlos Greene asumió la gubernatura del estado, mientras Luis Felipe Domínguez se declaraba en rebeldía autonombrándose gobernador.

## Gobernador de Quintana Roo
El presidente Venustiano Carranza nombró al general de brigada Carlos A. Vidal como gobernador y comandante militar de Quintana Roo. Al mismo tiempo dispuso que la nueva capital se estableciera en Payo Obispo, dejando Santa Cruz de Bravo, que fue sede desde 1902 cuando se creó el territorio federal; con excepción del periodo 1913-1915, en que se suprimió éste, por mandato del propio Carranza.

## Gobernador de Chiapas
Vidal tomó el puesto como gobernador constitucional de Chiapas, el 20 de mayo de 1925, hasta mayo de 1927, el congreso del estado le concede licencia permanente y en su lugar Luis Pomposo Vidal Sánchez su hermano queda como gobernador sustituto. Se hace cargo de la campaña por la presidencia de la república del Gral. Francisco R. Serrano, del cual era viejo amigo y colega. En el mes de septiembre, Vidal abandonó Chiapas para participar activamente como encargado de prensa en la campaña de Serrano.
Durante su gubernatura el Partido Socialista Chiapaneco se convirtió en el partido oficial del estado y se estableció la Confederación Socialista de Trabajadores de Chiapas “el primer sindicato obrero oficial que agruparía a todos los obreros de la entidad.”
En su primer año de gobierno realizó distintas reformas en el código agrario favoreciendo a los campesinos, impulsó la construcción de carreteras, nuevas líneas de teléfono entre otras obras, en su gobierno favoreció la participación más activa de las mujeres en la política, autorizando el derecho al voto de las mismas en 1925.
Fue asesinado en Huitzilac, Morelos, junto al Gral. Francisco R. Serrano del cual era partidario, el 3 de octubre de 1927 y su hermano Luis P. Vidal es asesinado en Tuxtla Gutiérrez al día siguiente, junto a otros funcionarios del gobierno estatal cuando era gobernador de Chiapas.